# Atentado a bomba em Bogotá em 2019
No dia 17 de janeiro de 2019, um carro adentrou a Escola de Cadetes de Polícia General Santander em Bogotá, Colômbia. O carro forçou seu caminho adentro da instalação, bateu contra uma parede e explodiu, matando 21 pessoas, incluindo o autor, e ferindo 68 outras. Ataques suicidas são incomuns na Colômbia. O carro continha aproximadamente 80 kg de explosivos. Foi o ataque mais mortal da capital colombiana desde o atentado do centro comercial Andino em 2017.

## Contexto
O conflito colombiano começou em 1964, embora a violência sistemática no país possa ser datada desde o final do século XIX (Guerra dos Mil Dias). O Exército de Libertação Nacional (ELN) é um dos atores mais proeminentes do conflito em curso.  Por décadas, moradores de Bogotá viviam com medo de serem pegos em um bombardeio por rebeldes esquerdistas ou pelo cartel de drogas de Medellín, de Pablo Escobar. Mas como o conflito na Colômbia acabou, e o maior grupo rebelde do país, as Forças Armadas Revolucionárias da Colômbia (FARC) se desarmaram sob um acordo de paz de 2016 , a segurança melhorou e os ataques se tornaram menos frequentes. Ataques esporádicos afetaram a cidade nos últimos anos. O mais proeminente foi uma explosão no sofisticado shopping center Andino, em junho de 2017, que matou três pessoas, incluindo uma francesa, e feriu outras 11. Posteriormente, a polícia prendeu vários suspeitos de pertencerem a um grupo de guerrilha urbana de extrema esquerda chamado Movimento Popular Revolucionário para o bombardeio.

## Autor
O Procurador Geral Néstor Humberto Martínez identificou o autor como José Aldemar Rojas Rodríguez, um homem de 57 anos sem registro criminal prévio, do departamento de Boyacá, no norte do país, e seu veículo como uma Nissan Patrol cinza de 1993. Imediatamente depois, as autoridades começaram a investigar as possíveis conexões de Rojas com os movimentos de guerrilha do Exército de Libertação Nacional (ELN) ou das Forças Armadas Revolucionárias da Colômbia (FARC) ou com a gangue do crime organizado do Clã Úsuga.